# Why Don't You Dance with Me
Why Don't You Dance with Me is een nummer van de Duitse dance-formatie Future Breeze uit 1997. Het is de eerste single van hun debuutalbum Why?.
"Why Don't You Dance with Me" werd een (dans)hit in diverse Europese landen. Zo bereikte het de 14e positie in Duitsland, het thuisland van Future Breeze. In Nederland riep Radio 538 het nummer uit tot Dancesmash en bereikte het de 6e positie in de Nederlandse Top 40, terwijl in de Vlaamse Ultratop 50 de 9e positie werd behaald.

## Tracklijst
- Cd-single

1. "Why Don't You Dance With Me" (Sequential One Airplay Mix) - 3:42
2. "Why Don't You Dance With Me" (radiomix) - 3:24